# Сенека (Іллінойс)
Сенека (англ. Seneca) — селище (англ. village) в США, в округах Ла-Салл і Ґранді штату Іллінойс. Населення — 2353 особи (2020).

## Географія
Сенека розташована за координатами 41°17′12″ пн. ш. 88°37′40″ зх. д. / 41.28667° пн. ш. 88.62778° зх. д. (41.286602, -88.627812).  За даними Бюро перепису населення США в 2010 році селище мало площу 18,29 км², з яких 17,18 км² — суходіл та 1,11 км² — водойми.

## Демографія
Згідно з переписом 2010 року, у селищі мешкала 2371 особа в 868 домогосподарствах у складі 625 родин. Густота населення становила 130 осіб/км².  Було 927 помешкань (51/км²).
Расовий склад населення:
| - 95,5 % — білих - 0,5 % — чорних або афроамериканців - 0,4 % — азіатів - 0,3 % — корінних американців - 1,4 % — осіб інших рас |

До двох чи більше рас належало 1,9 %. Частка іспаномовних становила 4,0 % від усіх жителів.
За віковим діапазоном населення розподілялося таким чином: 27,6 % — особи молодші 18 років, 60,1 % — особи у віці 18—64 років, 12,3 % — особи у віці 65 років та старші. Медіана віку мешканця становила 37,3 року. На 100 осіб жіночої статі у селищі припадало 98,7 чоловіків;  на 100 жінок у віці від 18 років та старших — 96,3 чоловіків також старших 18 років.
Середній дохід на одне домашнє господарство  становив 72 317 доларів США (медіана — 61 458), а середній дохід на одну сім'ю — 79 595 доларів (медіана — 78 750). Медіана доходів становила 70 326 доларів для чоловіків та 36 000 доларів для жінок. За межею бідності перебувало 16,0 % осіб, у тому числі 25,5 % дітей у віці до 18 років та 6,9 % осіб у віці 65 років та старших.
Цивільне працевлаштоване населення становило 1157 осіб. Основні галузі зайнятості: освіта, охорона здоров'я та соціальна допомога — 22,5 %, виробництво — 19,2 %, роздрібна торгівля — 10,0 %, фінанси, страхування та нерухомість — 8,3 %.